# Asaphocrita deae
Asaphocrita deae là một loài bướm đêm thuộc họ Blastobasidae, là loài đặc hữu của Costa Rica.